# Electric Rollergirl
Electric Rollergirl es el tercer álbum en la carrera de Mummy the Peepshow. Constituye el último álbum publicado por el grupo en el sello Benten (ref. BNTN-051), el último que cuenta con Aki en Mummy the Peepshow y el primero en el que participa Naru☆Shin como miembro de la banda.
El álbum tiene como concepto creativo la figura de las patinadoras urbanas. Como declaraba Maki Mummy en una entrevista, su sueño era haber sido una de las clásicas camareras sobre patines, como las que aparecen en el film American Graffiti. Se combinan las canciones cantadas tanto en japonés como en inglés, destacando estas últimas por las numerosas incorrecciones gramaticales o contextuales que contenían, lo que se viene entendiendo como engrish. Otra particularidad del álbum es la de incluir un tema de ocho minutos, Starway, algo atípico tanto en la banda como en otras de la misma escena nipona.
Una de las constantes de Mummy the Peepshow era la de grabar alguna versión en sus discos. En esta ocasión, el tema elegido fue This Charming Man del grupo británico The Smiths.

## Listado de canciones
| N.º | Título                    | Escritor(es)           | Duración |  |
| 1.  | «Disco Holiday»           | Maki                   | 2:26     |  |
| 2.  | «Skip! Skip!»             | Maki                   | 3:30     |  |
| 3.  | «Kick Off!»               | Aki, Maki              | 3:13     |  |
| 4.  | «Girl Friend»             | Maki                   | 3:34     |  |
| 5.  | «Bathtime Tune»           | Maki                   | 3:00     |  |
| 6.  | «Humming Swing Cycling»   | Aki                    | 2:14     |  |
| 7.  | «I'm Not»                 | Naru                   | 2:26     |  |
| 8.  | «Honey & Sandwhich»       | Maki                   | 3:49     |  |
| 9.  | «This Charming Man»       | Johnny Marr, Morrissey | 2:49     |  |
| 10. | «Starway»                 | Maki                   | 8:04     |  |
| 11. | «Good Bye My Roller Girl» | Maki                   | 3:11     |  |